# Celyphus dentis
Celyphus dentis är en tvåvingeart som beskrevs av Shi 1999. Celyphus dentis ingår i släktet Celyphus och familjen Celyphidae. Inga underarter finns listade i Catalogue of Life.